# Cambernard
Cambernard település Franciaországban, Haute-Garonne megyében. Lakosainak száma 496 fő (2022. január 1.). Cambernard Saint-Lys, Lherm, Poucharramet, Saint-Clar-de-Rivière és Sainte-Foy-de-Peyrolières községekkel határos.

## Népesség
A település népességének változása:
| Lakosok száma | 145  | 248  | 308  | 428  | 456  | 468  | 466  | 467  | 477  | 496  |
|               | 1968 | 1982 | 1990 | 2006 | 2013 | 2015 | 2017 | 2019 | 2020 | 2022 |